# カーブス
カーブスは1992年にアメリカ合衆国で誕生した女性専用のフィットネスクラブ。

## 概要
1992年にテキサス州ハーリンゲンで誕生した。創業者のゲイリー・ヘブンは、糖尿病、高血圧、肥満が原因で母親を亡くした経験から、「母のような女性が通えるフィットネスクラブをつくる」ことを理念としてカーブスを創業し、フランチャイズチェーンを全米から世界各国へ拡大させた。

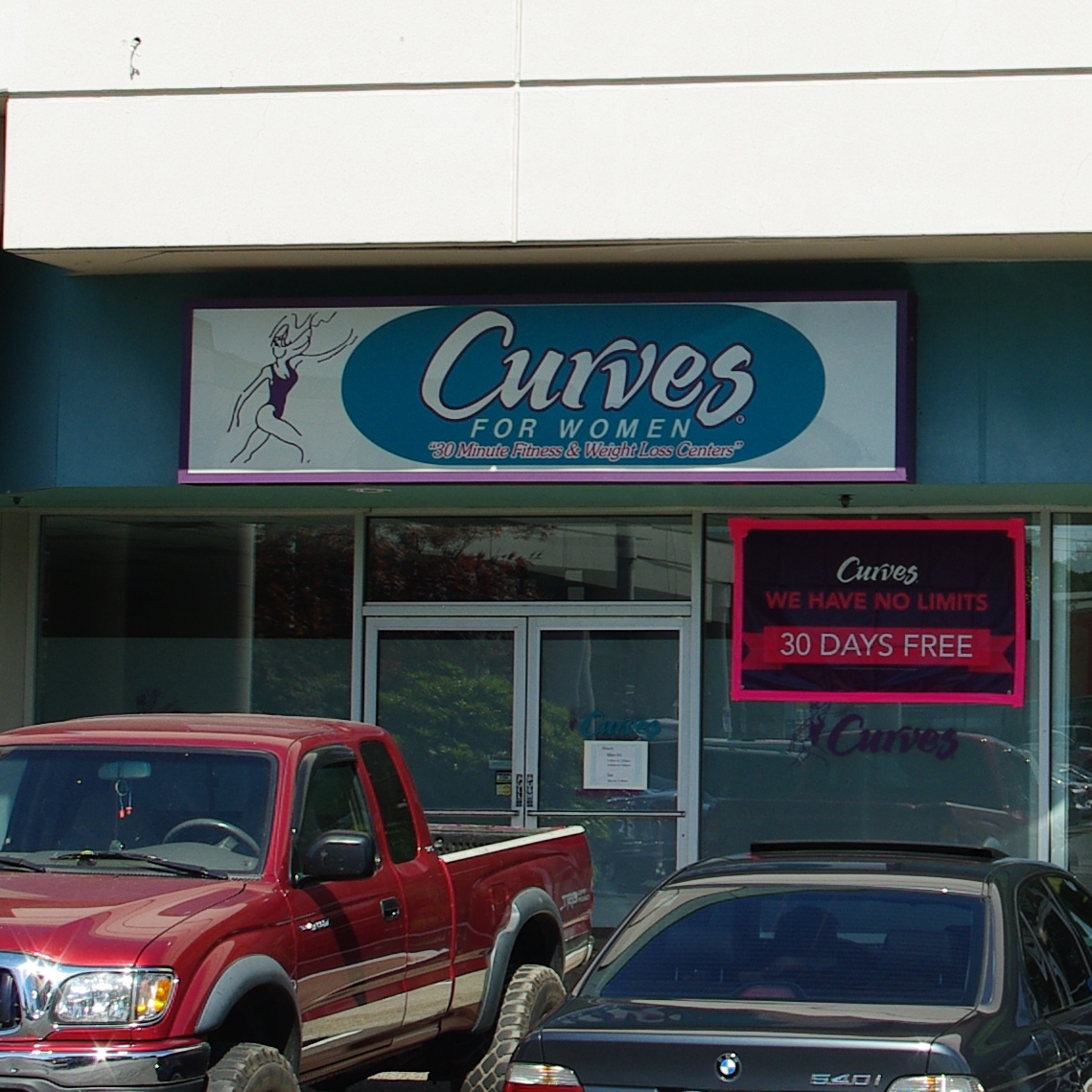
オレゴン州の店舗

日本では2005年に、当時フランチャイズビジネスを幅広く手掛けていた株式会社ベンチャー・リンクがマスターライセンスを取得して日本国内の事業展開権利を獲得、株式会社カーブスジャパンを設立した。合意の理由について創業者のゲイリーは、「それまで提携話を持ってきた企業は、どこもカーブスのビジネスモデルは非常によく理解していた。しかし、カーブスのカルチャーをとことん理解してくれたのはマスモト（増本岳 ）だけだった」と語る。
「運動が必要なのに運動をする機会がなかった人に運動習慣を身につけてもらい、人生を素晴らしいものに変えていく」ため、「No Men」（男性なし：同性だけで異性の視線が気にならない）、「No Make-up」（メイクなし：化粧の必要がなく気軽に通える）、「No Mirror」（鏡なし：体型を気にせず運動に集中できる）を基本理念とし、シャワーもなく、30分と短時間で、手軽であることから、「痩せようと努力しても失敗続きだった女性たちを惹きつけ」てブルー・オーシャンである競争のない新しい市場を創造した。
2008年10月にベンチャー・リンクグループから離れて株式会社コシダカ（現・コシダカホールディングス）のグループ企業となった。2020年3月に持ち株会社の株式会社カーブスホールディングスが日本で初めて「スピンオフ」制度を利用してコシダカホールディングスから分離・独立し、単独で東京証券取引所第1部に新規上場した。
世界総本部のCurves International, Inc.は、リーマン・ショックの影響で北米や欧州、オセアニア地区で業績が悪化。米国の投資ファンドから資本参加を受けていたが、同社が撤退を表明したことで、カーブスホールディングスは2018年にCurves International, Inc.を買収、翌年にCurves Europe B.V.（欧州FC本部）も買収して、子会社とした。カーブスホールディングスは2020年8月末現在、日本国内で約2000店舗、海外で約180店舗を展開している。

## 沿革
- 2005年
  - 2月 - 株式会社カーブスジャパン設立、米国総本部とマスターライセンス契約を締結し、日本の事業展開権利を得る。
  - 7月 - 日本1号店を戸越で開店。
- 2006年3月 - フランチャイズによる全国展開を開始。
- 2008年10月 - 株式会社コシダカ（現・コシダカホールディングス）の連結子会社となる。
- 2015年9月 -「カーブス大山町健康センター」を開店。鳥取県大山町の医療費削減・運動意識向上を目指し産学官連携の地方創生事業として開設する。
- 2018年
  - 8月 - 静岡県三島市との健康づくりに関する協定を締結。
  - 11月 - 京都府八幡市と「やわた健幸づくり推進連携協定」を締結。
- 2019年
  - 2月 - 北海道札幌市と「健康さっぽろ21の推進に関する包括的連携協定」を締結。
  - 7月 - 北海道苫小牧市と「健康増進に関する連携協定」、新潟県見附市と「健康づくりの推進に係る包括連携に関する協定」をそれぞれ締結。
  - 10月 - 神奈川県内のカーブス19店舗が「未病センター」に認証され、県内のカーブス26店舗が県の健康増進拠点となる。2,000店舗突破、会員数が86万人を超える。
- 2020年
  - 3月 - スピンオフによりコシダカグループから分離独立し、東京証券取引所市場第一部に単独上場。
  - 6月 - 埼玉県東松山市と「東松山市まち・ひと・しごと創生に関する協定」を締結。

## 運動の特徴
筋力トレーニング、有酸素運動、ストレッチの3つの運動を組み合わせて１回30分で行う、オリジナルのサーキットトレーニング。
各種研究機関と共同研究で、生活習慣病、介護予防、認知機能改善に効果が実証された。

## 関連企業
- 株式会社カーブスホールディングス（カーブス事業持株会社）
- 株式会社カーブスジャパン（日本フランチャイズ本部事業）
- 株式会社ハイ・スタンダード（日本直営店事業）
- Curves International, Inc.（グローバルフランチャイザー事業）
- Curves Europe B.V.（欧州フランチャイズ本部事業）